# Flavobacterium columnare
Flavobacterium columnare ist eine Bakterienart der Gattung Flavobacterium.

## Merkmale
Die Art Flavobacterium columnare ist Gram-negativ. Die Zellen sind stäbchenförmig, die Länge liegt zwischen 0,3–0,5 und 3–10 µm.  Auch filamentöse Formen mit einer Länge von 25 µm treten auf. Eine Reduktion von Nitrat findet nicht statt. Wachstum findet bei Temperaturen zwischen 15 und 37 °C statt, bestes Wachstum erfolgt bei 25–30 °C.  Es wird ein NaCl-Gehalt von 0–0,5 % toleriert. Flagellen sind nicht vorhanden. Das Bakterium kann sich allerdings gleitend fortbewegen (gliding motility). Der GC-Gehalt in der DNA liegt bei 32–33 %.

## Systematik
Flavobacterium columnare zählt zu der Familie der Flavobacteriaceae, welche wiederum zu der Klasse Bacteroidetes gestellt wird.

## Fischheilkunde
Flavobacterium columnare ist pathogen für Fische. Das Bakterium ist der Verursacher der Columnariskrankheit (auch als „cotton-wool disease“ bezeichnet). Es tritt hauptsächlich in gemäßigten bis warmen Süßwasser auf. In der Gattung Flavobacterium sind mehrere Bakterien pathogen für Fische, Beispiele sind
F. branchiophilum, F.  hydatis, F. johnsoniae und F. psychrophilum.